# Vitrum mjoebergi
Vitrum mjoebergi is een zakpijpensoort uit de familie van de Vitrumidae. De wetenschappelijke naam van de soort is, als Sigillina mjoebergi, voor het eerst geldig gepubliceerd in 1919 door Hartmeyer.